# Mike Mondo
Michael "Mike" Samuel Brendli (Gordon Heights, 26 de março de 1983) é um lutador americano de luta livre profissional. Ele atualmente trabalha para a WWE no programa SmackDown. Ele é melhor conhecido por seu nome no ringue Mike Mondo e sua passagem como Mikey no grupo Spirit Squad. Ele também trabalhou na Ring of Honor e Ohio Valley Wrestling.

## Títulos
- New York Wrestling Connection
  - NYWC Heavyweight Championship (2 vezes)[5]

- Pro Wrestling Illustrated
  - PWI o colocou como #141 dos 500 melhores wrestlers de 2006.[6]

- WWE
  - World Tag Team Championship (1 vez) - como um membro do Spirit Squad